# دان تومسون
دان تومسون (بالإنجليزية: Dan Thompson)‏ (4 يوليو 1994 في المملكة المتحدة - ) هو لاعب كرة قدم بريطاني في مركز الهجوم. لعب مع نادي بورتسموث ونادي فارنبوروه وهايز وييدينغ يونايتد ‏ وهافانت أند ووترلوفيل وهامبتون أند ريتشموند بورو وبوغنور ريجيس تاون وDorchester Town F.C. ‏ وBedfont Sports F.C. ‏ وChipstead F.C. ‏ ووالتون وهرشام ‏ وRedhill F.C. ‏.

## وصلات خارجية
- دان تومسون على موقع قاعدة بيانات كرة القدم.إي يو (الإنجليزية)
- دان تومسون على موقع Soccerbase.com (لاعب) (الإنجليزية)
- دان تومسون على موقع Soccerway.com (الإنجليزية)